# Archäologisches Museum (Sousse)
Das Archäologische Museum der Stadt Sousse in Tunesien gehört – neben dem Bardo Museum von Tunis – zu den wichtigsten des Landes. Es befindet sich in den Gebäuden der mittelalterlichen Festungsanlage (kasbah) oberhalb der Stadt.

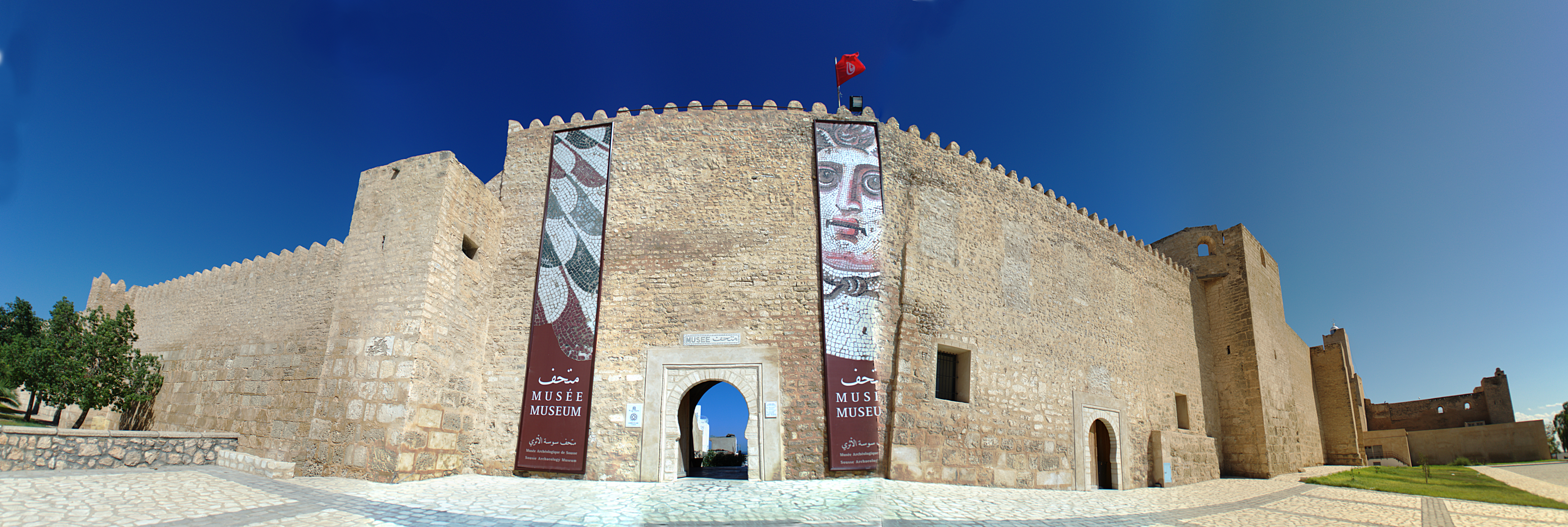
Kasbah von Sousse mit dem Eingang zum Museum

## Geschichte
Die Kasbah wurde ab dem 9. Jahrhundert auf älteren byzantinischen Fundamenten erbaut, die ihrerseits möglicherweise phönizisch-römische Strukturen ersetzt haben; mehrere Räume werden von Kreuzgratgewölben überspannt, die in der islamischen Welt eher selten sind und möglicherweise auf die Mitwirkung europäischer Gefangener verweisen. Der Gebäudekomplex wird überragt von einem ca. 30 m hohen Leuchtturm mit aufsitzender Laterne. Das Museum wurde im Jahr 1951 eröffnet; nach umfänglichen Restaurierungsarbeiten zu Beginn des 21. Jahrhunderts wurde es im Jahr 2012 wiedereröffnet und hat mittlerweile eine Ausstellungsfläche von annähernd 2000 m².

## Gliederung

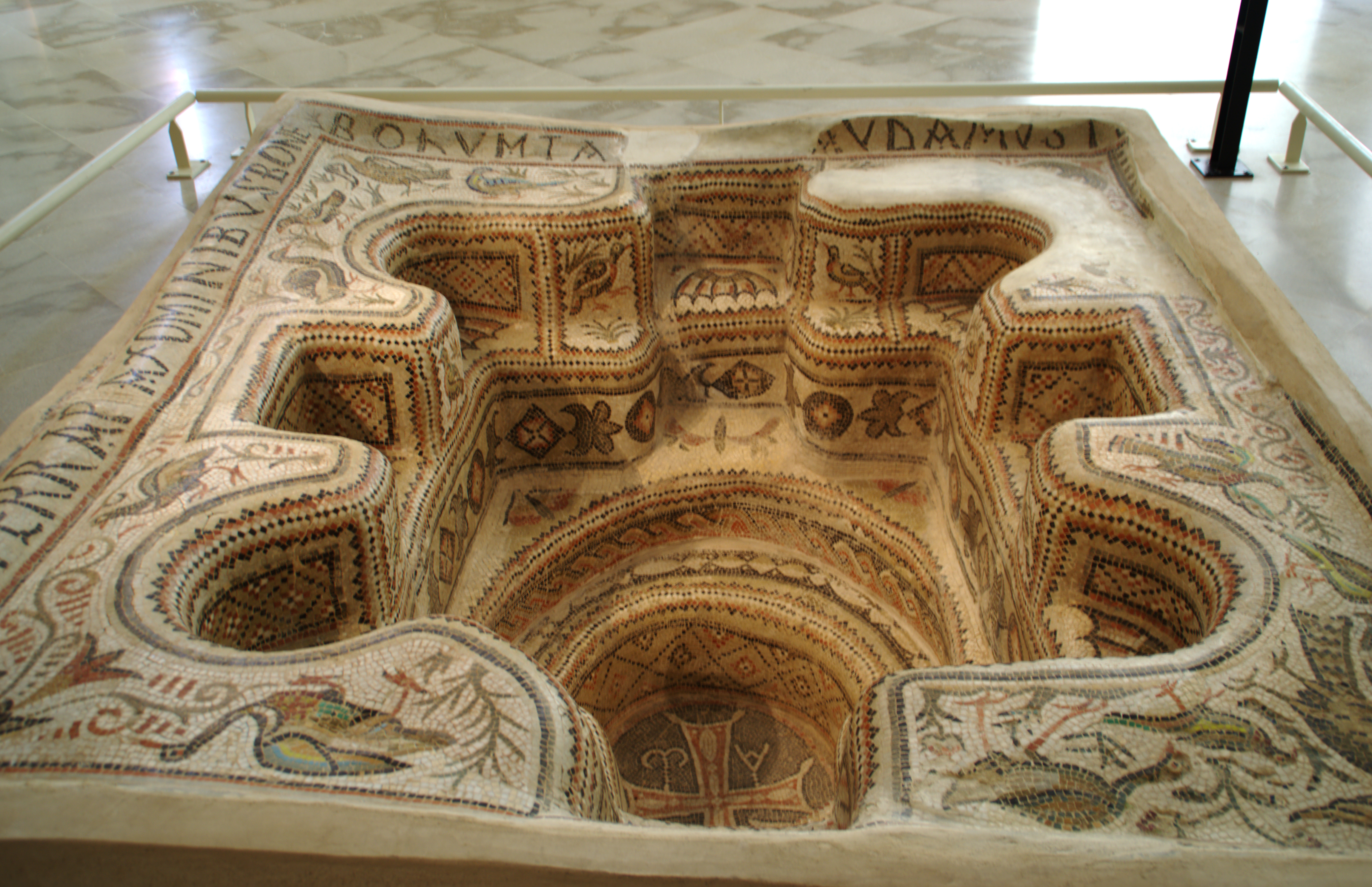
Taufbecken aus byzantinischer Zeit

Das Museum ist in drei Bereiche eingeteilt:
- Punische Sektion
- Römische Sektion
- Christlich-byzantinische Sektion

## Exponate
Besondere Beachtung verdient der Mosaiken-Saal der römischen Sektion mit zahlreichen antiken Boden- und Wandmosaiken mit geometrischen Motiven oder figürlichen Darstellungen. Einzigartig ist ein Yin-und-Yang-Motiv. In anderen Räumen werden antike Marmorbüsten, Inschriften, Töpferwaren (Amphoren, Terra-Sigillata-Gefäße etc.) gezeigt.

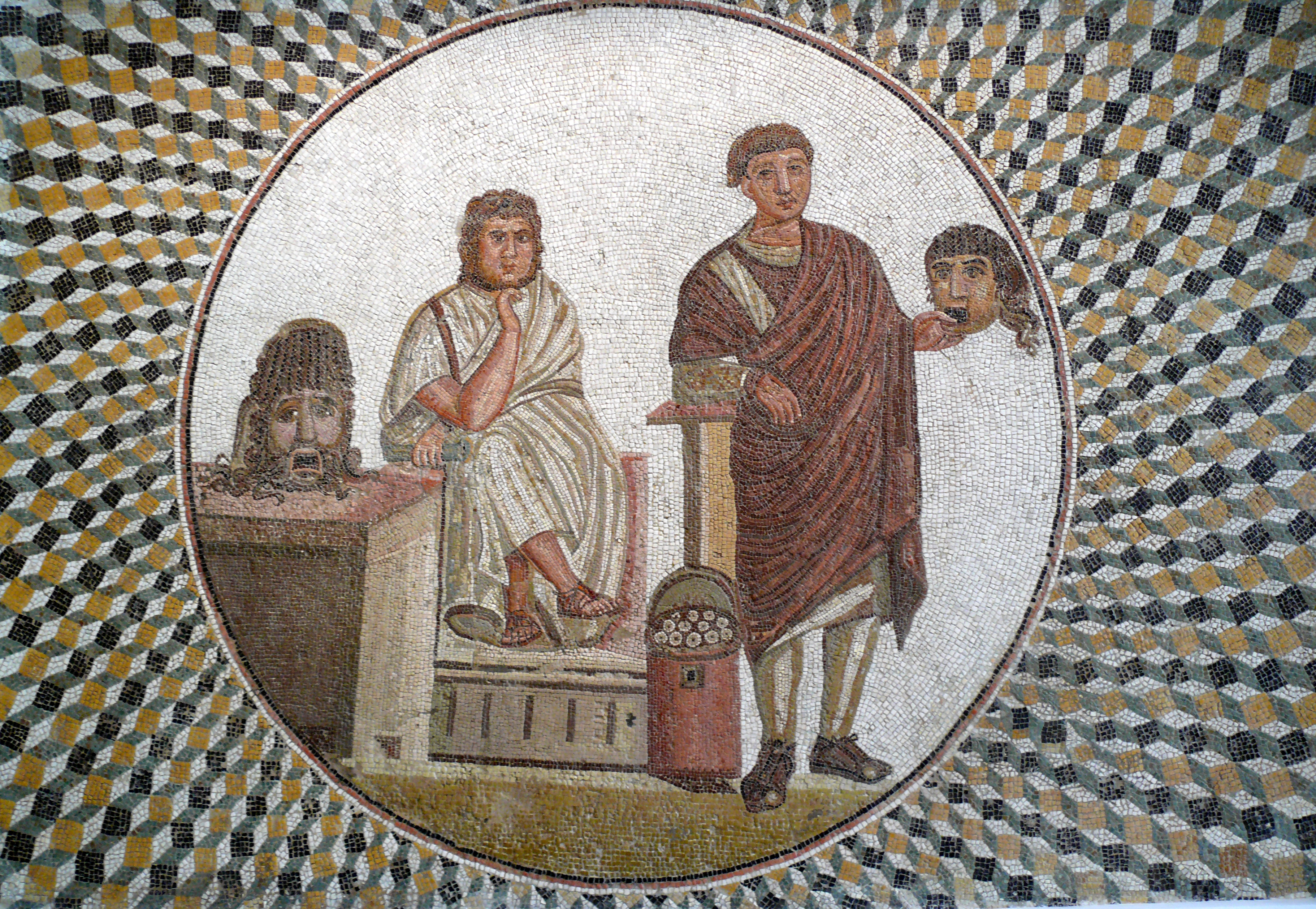
Schauspieler und Theatermasken
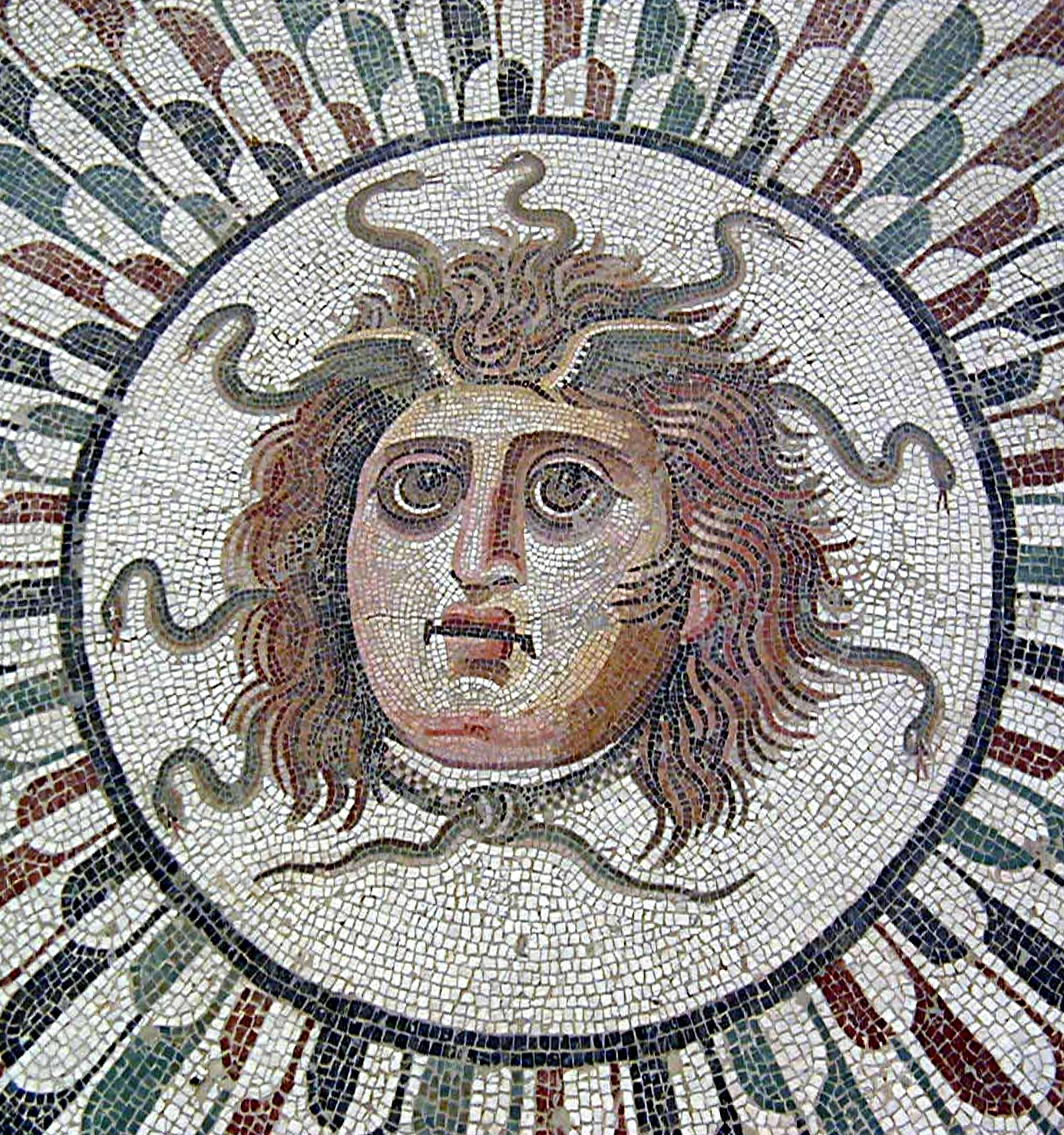
Medusenhaupt
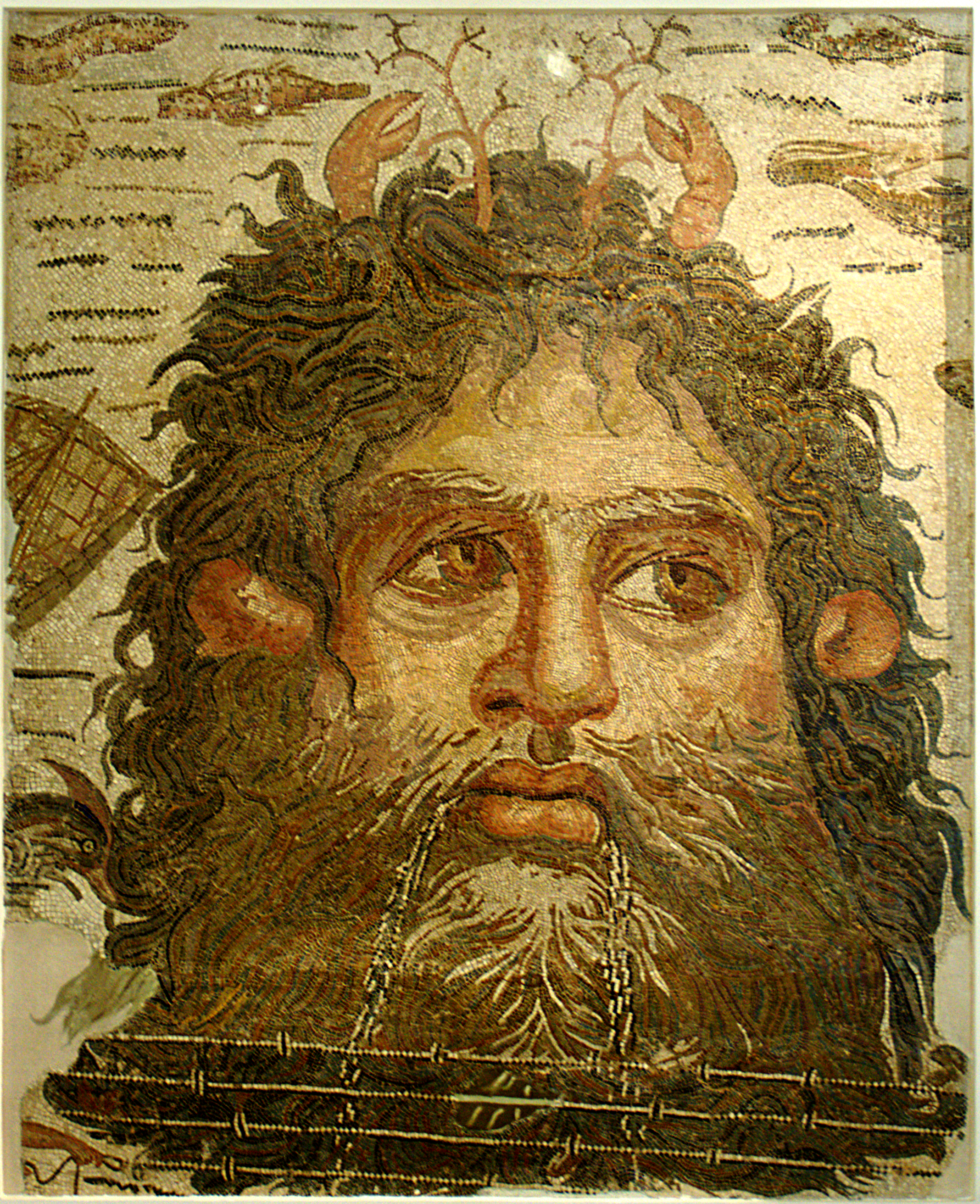
Meeresgott Neptun
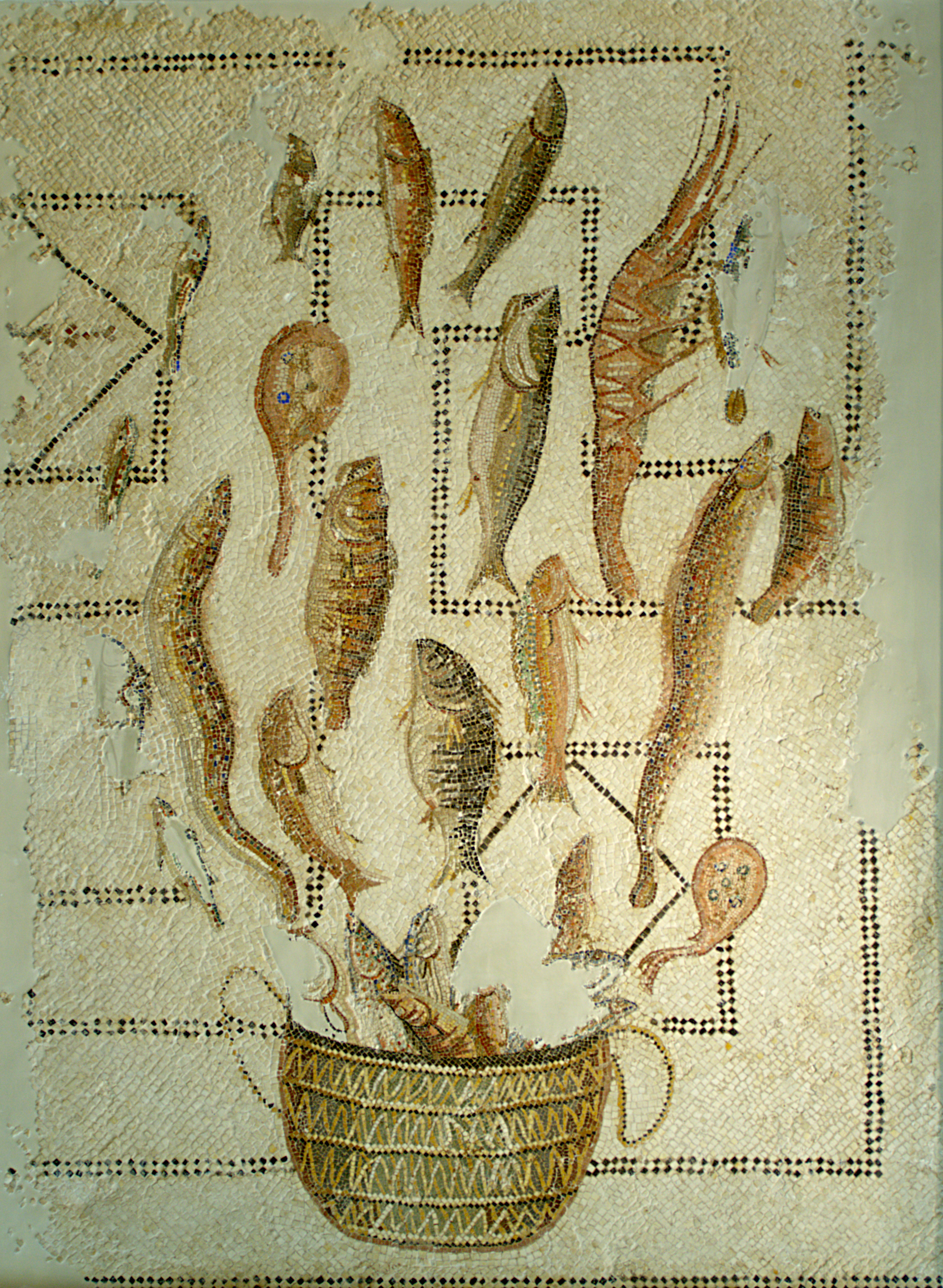
Stillleben
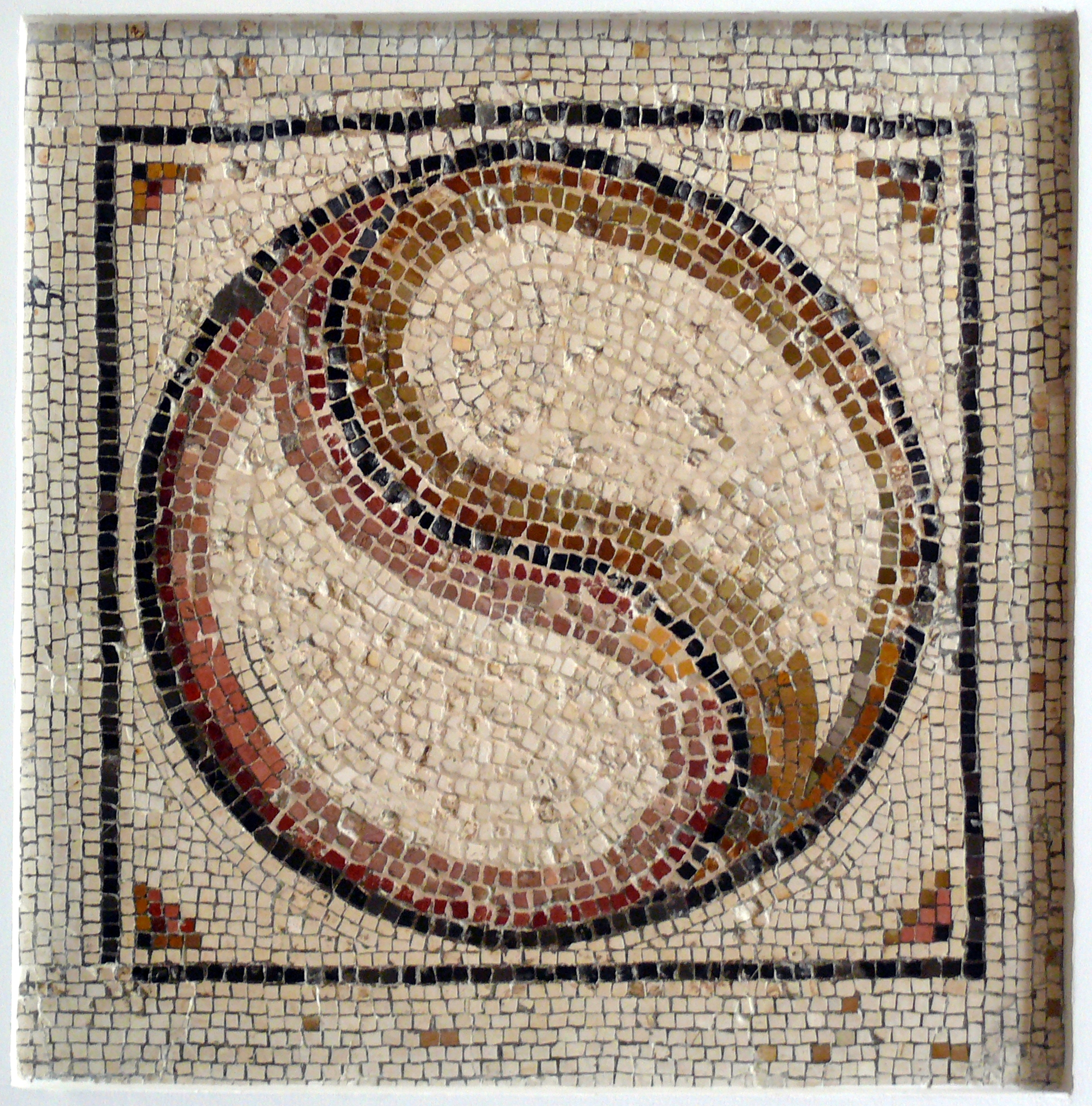
Yin-und-Yang-Motiv